# Campionato del mondo di scacchi 1927
Il campionato del mondo di scacchi 1927 vide affrontarsi il campione in carica José Raúl Capablanca e Aleksandr Alechin, che conquistò il titolo vincendo sei partite contro le tre del suo avversario. Si svolse a Buenos Aires, in Argentina, tra il 16 settembre e il 29 novembre.

## Contesto
Dopo la sfida tra Capablanca e Lasker nel 1921, diversi giocatori si erano proposti per sfidare il nuovo campione, tra cui Efim Bogoljubov, Aaron Nimzowitsch e Akiba Rubinstein. Nessuno di loro riuscì a raccogliere i 10'000 dollari di montepremi richiesti allo sfidante, come stabilito dalle "regole di Londra" del 1922.
Alechin aveva tra il 1921 e il 1927 vinto la maggior parte dei tornei cui aveva partecipato, rendendosi così uno dei contendenti più credibili al titolo mondiale. Pochi furono però i tornei di rilievo vinti dallo sfidante nei due anni precedenti il match, il più importante di essi fu Baden-Baden 1925. Nello stesso periodo Nimzowitsch (piazzatosi a metà classifica a Baden-Baden 1925) vinceva i forti tornei di Mariánské Lázně 1925, di Hannover 1926 e di Dresda 1926 (proprio davanti ad Alechin). Bogoljubov (quarto a Baden-Baden 1925) si affermava invece a Breslavia 1925 (davanti a Nimzowitsch), nel fortissimo torneo di Mosca 1925 (davanti a Lasker e Capablanca) ed a Berlino 1926. Capablanca riteneva comunque Nimzowitsch uno sfidante più credibile, chiedendogli di raccogliere i fondi entro il primo gennaio 1927, cosa che Nimzowitsch non riuscì a fare.
Alechin riuscì ad avere il finanziamento del governo argentino tramite un circolo scacchistico di Buenos Aires, ma gli sponsor pretesero che il russo provasse il suo valore prima di nominarlo sfidante. Organizzarono un torneo a New York tra i migliori giocatori del momento, stabilendo che il vincitore (o il secondo classificato in caso di vittoria di Capablanca) sarebbe stato lo sfidante del cubano nel successivo incontro mondiale. 
Nel febbraio 1927 si tenne il torneo. Alechin arrivò secondo, nettamente dietro Capablanca, ma davanti a Nimzowitsch e ciò fu sufficiente ad ottenere ufficialmente il titolo di sfidante. A luglio il russo vinse il torneo di Kecskemét chiudendo con mezzo punto in più di Steiner e Nimzowitsch (vittoria comunque poco limpida a causa della particolare struttura a gironi del torneo).
Alechin giunse comunque alla data del match come nettamente sfavorito, vista la netta vittoria di Capablanca a New York 1927 e considerando che i dodici incontri tra i due contendenti avevano visto 5 vittorie di Capablanca e 7 patte.

## Risultato
Il campionato si svolse al meglio delle sei vittorie, senza porre limiti al numero di partite da giocare. Fu il più lungo campionato del mondo fino ad allora disputato: furono giocate infatti 34 partite nell'arco di più di due mesi. La cadenza di gioco utilizzata, innovativa per l'epoca, fu di due ore e mezza per 40 mosse, terminate le quali veniva aggiunta un'ora ogni 16 mosse.
Tutte le partite, due eccettuate (la prima e la terza) videro sempre la stessa apertura, il gambetto di donna rifiutato, e in particolare la sua variante ortodossa.
Nella 1ª partita Capablanca apre 1.e4 e perde in apertura un pedone in una "difesa francese", variante di cambio. Alechin converte il vantaggio di materiale vincendo per la prima volta in assoluto una partita contro Capablanca, scioccando il mondo scacchistico. Per il seguito del match Capablanca aprirà sempre 1.d4.
La 2ª partita è la patta più veloce del match.
La 3ª partita è una "difesa ovest indiana" vinta da Capablanca in maniera convincente, dopo aver sacrificato i pedoni del lato di donna. In seguito alla sconfitta Alechin abbandona la ovest indiana per il resto del match.
Nella 7ª partita Capablanca ottiene un'altra vittoria convincente, va sul 2 a 1 ed il match sembra ora avere l'andamento atteso.
La partita 11 è il punto di svolta del match: una lunga lotta di 64 mosse, terminata con quattro donne sulla scacchiera, con errori da entrambe le parti e momenti critici giocati da entrambi i giocatori in ristrettezze di tempo. Capablanca, in svantaggio per gran parte della partita, manca una facile patta alla mossa 47. Alechin, nel suo libro "Le mie migliori partite", definisce la partita "una vera commedia degli errori" ma al tempo stesso "la partita cruciale del match".
La 12ª partita è ritenuta da molti la partita più brutta del match, nella quale Capablanca perde giocando male e Alechin si porta sul 3 a 2. È l'unica vittoria del match esclusa dal libro "Le mie migliori partite" di Alechin.
Nella 20ª partita Capablanca, di nero, entra in un finale di chiaro vantaggio nel quale Alechin è costretto a cedere la qualità. Capablanca, complice un errore alla mossa 40, non riesce a convertire il vantaggio e la partita termina patta dopo 43 mosse.
Nella partita 21 Capablanca "probabilmente stanco a causa della complicata lotta di gara 20, sperava in un giorno di riposo e non ha prestato molta attenzione al momento dei cambi in c5, convinto che essi permettessero di arrivare ad una veloce patta" (Kasparov). In realtà non fu così, il gioco passivo di Capablanca permise ad Alechin di aggiudicarsi una netta vittoria e di portarsi sul 4 a 2. Alechin definì questa la partita più valida del match insieme alla 34.
La 22ª partita è una gemma difensiva nella quale Capablanca salva un finale complicatissimo, pattando dopo 86 mosse.
Durante la partita 27 si vive un altro momento cruciale, in posizione praticamente vinta Capablanca gioca 38.Rf2 (invece della corretta 38.Re2) permettendo ad Alechin di salvarsi con uno scacco perpetuo.
Nella 29ª partita Capablanca gioca senza errori un finale complesso e si porta sul 3 a 4.
Nella 31ª partita Capablanca non si riesce ad aggiudicare un finale vantaggioso.
Nella 32ª partita Capablanca sceglie di cedere un pedone per entrare in un finale con iniziativa, Alechin disinnesca l'attività del nero e converte il vantaggio di materiale portandosi sul 5 a 3.
Nella 34ª partita Alechin punisce il gioco passivo del nero guadagnandosi un pedone, ed andando a vincere il finale di pezzi pesanti con pedone passato in più.
|                              | 1 | 2 | 3 | 4 | 5 | 6 | 7 | 8 | 9 | 10 | 11 | 12 | 13 | 14 | 15 | 16 | 17 | 18 | 19 | 20 | 21 | 22 | 23 | 24 | 25 | 26 | 27 | 28 | 29 | 30 | 31 | 32 | 33 | 34 | Punti | Vittorie |
| ---------------------------- | - | - | - | - | - | - | - | - | - | -- | -- | -- | -- | -- | -- | -- | -- | -- | -- | -- | -- | -- | -- | -- | -- | -- | -- | -- | -- | -- | -- | -- | -- | -- | ----- | -------- |
| Aleksandr Alechin ( Francia) | 1 | ½ | 0 | ½ | ½ | ½ | 0 | ½ | ½ | ½  | 1  | 1  | ½  | ½  | ½  | ½  | ½  | ½  | ½  | ½  | 1  | ½  | ½  | ½  | ½  | ½  | ½  | ½  | 0  | ½  | ½  | 1  | ½  | 1  | 18,5  | 6        |
| José Raúl Capablanca ( Cuba) | 0 | ½ | 1 | ½ | ½ | ½ | 1 | ½ | ½ | ½  | 0  | 0  | ½  | ½  | ½  | ½  | ½  | ½  | ½  | ½  | 0  | ½  | ½  | ½  | ½  | ½  | ½  | ½  | 1  | ½  | ½  | 0  | ½  | 0  | 15,5  | 3        |